# Andradas
Ne doit pas être confondu avec Andrada.
Andradas est une municipalité brésilienne de l'État du Minas Gerais et la microrégion de Poços de Caldas.